# Daemyeong-dong
Daemyeong-dong (koreanska: 대명동) är en stadsdel i staden Daegu  i den centrala delen av Sydkorea, 240 km sydost om huvudstaden Seoul. Den ligger i stadsdistriktet Nam-gu.

## Indelning
Administrativt är Daemyeong-dong indelat i:
| Namn     | Namn                     | Yta km² | Invånare 31 dec 2020 |
| -------- | ------------------------ | ------- | -------------------- |
| 대명1동  | Daemyeong 1(il)-dong     | 0,45    | 11 916               |
| 대명2동  | Daemyeong 2(i)-dong      | 0,83    | 10 908               |
| 대명3동  | Daemyeong 3(sam)-dong    | 0,94    | 11 154               |
| 대명4동  | Daemyeong 4(sa)-dong     | 0,71    | 11 307               |
| 대명5동  | Daemyeong 5(o)-dong      | 0,92    | 7 660                |
| 대명6동  | Daemyeong 6(yuk)-dong    | 1,50    | 9 692                |
| 대명9동  | Daemyeong 9(gu)-dong     | 3,38    | 16 105               |
| 대명10동 | Daemyeong 10(sip)-dong   | 0,50    | 9 391                |
| 대명11동 | Daemyeong 11(sibil)-dong | 0,87    | 8 577                |